# Флаг Калининградской области
Флаг Калинингра́дской области является официальным символом Калининградской области Российской Федерации.

## Описание

### Редакция 2006 года
«Флаг Калининградской области представляет собой прямоугольное полотнище, разделённое на три горизонтальные полосы. Верхняя — красная, средняя — жёлтая, нижняя — синяя. Верхняя и нижняя полосы равновеликие, средняя полоса составляет 1/3 верхней (нижней) полосы. На красном поле, в левом верхнем углу, изображена серебряная крепость с вензелем императрицы Елизаветы Петровны. Отношение ширины флага к его длине 2:3».

### Редакция 2007 года
«Флаг Калининградской области представляет собой прямоугольное полотнище с отношением ширины к длине 2:3, состоящее из трёх горизонтальных полос, ширина которых соотносится как 3:1:3, верхней — красного, средней — жёлтого и нижней — синего цвета. На красном поле в крыже расположена фигура герба Калининградской области: замок белого цвета с зубчатой стеной, со сквозной аркой ворот и с двумя зубчатыми башнями по краям, сопровождаемый во главе золотым вензелем императрицы Елизаветы Петровны».